# 宇佐見天彗
宇佐見 天彗（うさみ すばる、1996年3月1日 - ）は、日本のYouTuber。PASSLABO名義で、主に大学受験に関する動画をYouTube上にアップロードしている。

## 略歴
1996年、香川県に生まれる。香川県立高松高等学校に入学後の成績は最下位だったが、独自の戦略的な勉強方法を確立し、現役合格で東京大学理科二類に進学。進振りで東京大学医学部医学科に進学し、アルツハイマー病を含む認知症の臨床医学について研究する傍ら、東大合格後に地方と都心の教育格差を感じた経験から、2017年に株式会社ペイ・フォワードを設立し、2018年にサービスPASSCALを開始する。2019年からYouTubeでの活動を開始し、勉強法や志望校合格に向けた受験戦略を発信している。
2020年に医師国家試験に合格し、医師免許を取得した。

## 著書
- 宇佐見天彗『現役東大医学部生が教える最強の勉強法』二見書房、2016年。ISBN 978-4576161709。
- 宇佐見天彗、PASSLABO『東大現役合格→トップ成績で医学部に進学した僕の超戦略的勉強法』KADOKAWA。ISBN 978-4046048424。